# Преображенка (Безенчукский район)
Преображенка — село в Безенчукском районе Самарской области России. Входит в состав городского поселения Осинки.
Расположено на правом берегу Чагры в 6,5 км к юго-западу от посёлка Осинки, в 25 км от Чапаевска и в 65 км от Самары.
Имеется тупиковая подъездная дорога от автодороги Чапаевск — Приволжье. Недалеко от села проходит ж.-д. линия Самара — Пугачёв, ближайший остановочный пункт Разинский находится в 5,5 км к северо-западу от села.

## История
Основано в 1896 году переселенцами из украинских губерний.

## Население
| 2010 | 2012 | 2013 | 2014 | 2015 | 2016 |
| ---- | ---- | ---- | ---- | ---- | ---- |
| 253  | ↗262 | ↗272 | ↘264 | →264 | ↗266 |